# 噂の現場急行バラエティー レディース有吉
『噂の現場急行バラエティー レディース有吉』（うわさのげんばきゅうこうバラエティー レディースありよし）は、関西テレビの制作により、フジテレビ系列で2019年（平成31年/令和元年）4月9日から9月17日まで毎週火曜日22:00 - 22:54（JST）に放送されていたバラエティ番組で、有吉弘行の冠番組である。
開始前の2018年12月18日には、パイロット版『悪魔の美容術〜禁断の美容法を試した人は今大丈夫なのか!?〜』（あくまのびようし〜きんだんのびようほうをためしたひとはいまだいじょうぶなのか!?〜）が火曜21:00 - 22:48（JST）で放送された。

## 概要
2019年3月まで放送された、 前番組『有吉弘行のダレトク!?』から引き続き関西テレビが制作した有吉弘行の冠番組、女性向けの情報を主体としたバラエティ番組として開始した。
女性にまつわる美容や食、若さといった世の中にある様々な噂に注目し、噂の渦中にいる人物たちの元に徹底追及をするバラエティ番組だったが、番組のスタートからコンセプト・企画・視聴率が不安定で、テコ入れも事態が好転せず半年で打ち切りになった。この件に関して、後日MCの有吉弘行は自身のラジオ番組『有吉弘行のSUNDAY NIGHT DREAMER』で、当番組スタッフに怒りを込めて経緯を語っている。
2019年10月から「華丸大吉&千鳥のテッパンいただきます!」（2021年3月終了）が開始するため、9月で番組終了となった。これにより単発時代から前番組「有吉弘行のダレトク!?」を経て本番組まで8年間続いた関西テレビの有吉弘行MCのバラエティ番組は終了となった。

## 出演者
MC
- 有吉弘行

進行
- 吉田明世（フリーアナウンサー）
  - TBS退社後初MCとなる。

レギュラー
- 指原莉乃
  - 4月23日まではHKT48のメンバー

## 放送リスト
パイロット版（悪魔の美容術〜禁断の美容法を試した人は今大丈夫なのか!?〜）
| 0 | 2018年 12月18日火曜日 | 萬田久子 IKKO ノブ（千鳥） 金子恵美 池田美優 | 宮司愛海（フジテレビアナウンサー） |

レギュラー版
| 2019年 | 2019年  | 2019年 | 2019年                                                     | 2019年                                        |
| 回数 | 放送日  | ゲスト | その他の出演者（太字はVTR出演）                            | 備考                                          |
| --- | ------- | --- | ---------------------------------------------------------- | --------------------------------------------- |
| 1 | 4月9日  | かたせ梨乃 IKKO 吉村崇（平成ノブシコブシ） 小倉優子 指原莉乃（HKT48）                                     | ジャガー横田 熊田曜子 金子恵美                             | 初回2時間スペシャル （21:00 - 22:48）         |
| 2 | 4月16日 | 田中美佐子 雛形あきこ 鈴木奈々 澤部佑（ハライチ） 池田美優                                                | （なし）                                                   | 22:20 - 23:14に放送。 （20分繰り下げ）        |
| 3 | 4月23日 | 水野真紀 IKKO 平野ノラ カズレーザー（メイプル超合金） 池田美優                                            | 鳥居みゆき 神保悟志 安藤なつ（メイプル超合金） 紗蘭        |                                               |
| （4月30日は『FNN報道スペシャル 平成の大晦日 令和につなぐテレビ 知られざる皇室10の物語』〈フジテレビ制作・18:30 - 翌0:55〉放送のため休止） |         | |                                                            |                                               |
| 4 | 5月7日  | 東尾理子 矢田亜希子 磯山さやか カズレーザー（メイプル超合金） 指原莉乃                                    | 新山千春 八幡カオル                                        | 22:20 - 23:13に放送 （20分繰り下げ・1分短縮） |
| 5 | 5月14日 | 高橋ひとみ 近藤サト IKKO ビビる大木 指原莉乃                                                              | 丸岡いずみ はら（ゆにばーす） ブル中野 葉加瀬マイ 羽野晶紀 |                                               |
| 6 | 5月21日 | 高島礼子 滝沢眞規子 若槻千夏 吉村崇（平成ノブシコブシ） 指原莉乃                                          | 横澤夏子 丸山桂里奈                                        |                                               |
| 7 | 5月28日 | 南美希子 IKKO 澤部佑（ハライチ） 指原莉乃 横澤夏子                                                        | 川村エミコ（たんぽぽ）                                     |                                               |
| 8 | 6月4日  | 松本明子 紫吹淳 カズレーザー（メイプル超合金） 指原莉乃                                                   | （なし）                                                   |                                               |
| 9 | 6月11日 | IKKO はいだしょうこ ビビる大木 指原莉乃                                                                   | 奈美悦子 ゆきぽよ                                          |                                               |
| (10) | 6月18日 | 松本明子 IKKO 山崎弘也（アンタッチャブル） 谷まりあ                                                       | 吉田結衣（THIS IS パン）                                   | [ 注釈 3 ]                                    |
| 10 | 6月25日 | 東尾理子 小倉優子 菊地亜美 吉村崇（平成ノブシコブシ） 松本明子 IKKO 山崎弘也（アンタッチャブル） 谷まりあ | キンタロー。 レッド吉田（TIM）                             |                                               |
| （7月2日は『訳あり人の駆け込み寺』（21:00 - 22:48）放送のため休止）                                                                       |         | |                                                            |                                               |
| （7月9日は『超見逃せない瞬間ハイパーMAX』放送のため休止）                                                                                 |         | |                                                            |                                               |
| 11 | 7月16日 | 松本明子 IKKO 山崎弘也（アンタッチャブル） 指原莉乃                                                       | （なし）                                                   | 22:15 - 23:09に放送 （15分繰り下げ）          |
| 12 | 7月24日 | IKKO 近藤サト 山崎弘也（アンタッチャブル） 指原莉乃                                                       | （なし）                                                   |                                               |
| 13 | 7月30日 | IKKO 山崎弘也（アンタッチャブル） 若槻千夏 指原莉乃                                                       | 兼近大樹（EXIT）                                           |                                               |
| 14 | 8月6日  | IKKO 平子理沙 山崎弘也（アンタッチャブル） 藤田ニコル                                                     | （なし）                                                   |                                               |
| 15 | 8月13日 | IKKO アンミカ 山崎弘也（アンタッチャブル） 若槻千夏 池田美優                                              | はいだしょうこ                                             |                                               |
| 16 | 8月20日 | IKKO アンミカ 山崎弘也（アンタッチャブル） 指原莉乃                                                       | （なし）                                                   |                                               |
| 17 | 8月27日 | 辺見えみり ナジャ・グランディーバ 指原莉乃 カズレーザー（メイプル超合金）                                 | （なし）                                                   | 22:25 - 23:19に放送。 （25分繰り下げ）        |
| 18 | 9月3日  | IKKO RIKACO アンミカ 山崎弘也（アンタッチャブル） 指原莉乃                                                | （なし）                                                   |                                               |
| 19 | 9月10日 | 松本明子 山崎弘也（アンタッチャブル） 指原莉乃 草薙航基（宮下草薙）                                       | （なし）                                                   |                                               |
| 20 | 9月17日 | 山崎弘也（アンタッチャブル） 指原莉乃                                                                     | （なし）                                                   | 最終回。                                      |

## スタッフ

### レギュラー版
- ナレーター：篠原まさのり、杉本るみ
- 構成：尾首大樹、小山賢太郎、飯塚大悟、林田晋一、片岡章博、一場麻美（一場→途中から）
- TD／CAM：涌田尚孝
- SW／CAM：長尾康平
- CAM：畠山直人
- VE：遠藤真保
- AUD：吉永哲也
- LD：穴田健二
- 技術協力：fmt
- 美術：澁谷政史
- 美術デザイナー：宇野宏美
- 美術制作：若松真夢
- 装置：正代俊明
- 操作：岩尾匡介
- 電飾：住義仁
- アクリル装飾：青木剛
- 花装飾：儀同博子
- メイク：澤田梨沙
- 美術協力：アックス
- 編集：松村佳明（G-Link STUDIO）
- MA：岸本権人
- TK：五味真琴
- 音効：村松聡
- CG：フットアットオール
- リサーチ：川原奈名子、菅原ヒデノリ
- 宣伝：佐藤英明、長谷川由紀（共に関西テレビ）
- 協力：家子満（太田プロダクション）
- 制作協力：ロフル、ドリームアップ
- FD：福岡和哉
- AP：和田敬子、馬場ゆうみ、山脇瞳、川村理美、野村(宮)翔太、斉藤陽子、坂田景子、姫野慈子、上岡恵莉華、高橋史弥
- ディレクター：本広丈二、落岩将平、長谷川雄平、田村育（シオプロ）、武藤利治、松木拓海、永松近也、大野剛史、南部剣志、高橋立志、岩永紗代美、濱口賢治、中野将成、平賀知博、櫛田健太郎、後藤慧、細川真琴、高橋麻樹［週替り］、黒崎翔太郎、脇山健人（黒崎・脇山→関西テレビ）［毎週］
- 演出：吉田康生・井谷光太郎（ジーヤマ）、今村光宏（シオプロ）、小田切大輔、太田実（ロフル）、如沢大介
- 総合演出：水野達也
- 編成プロデューサー：細川陽子（関西テレビ）
- プロデューサー：泉雄介（関西テレビ）、北山孝・高橋寛之・高橋利一郎（ジーヤマ）、武蔵祐輝、長嶺望（オフィスNY）、久田光彦
- 制作：ジーヤマ
- 制作著作：カンテレ（関西テレビ放送）

過去のスタッフ
- 宣伝：前田彩花
- AP：岡田美樹

### パイロット版
- ナレーター：大塚芳忠、鈴木麻里子
- 構成：尾首大樹、小山賢太郎、飯塚大悟、片岡章博
- TD：涌田尚孝
- CAM：長尾康平
- VE：白波考大
- AUD：吉永哲也
- LD：安藤雄郎
- 美術：澁谷政史
- 美術デザイナー：宇野宏美
- 装置：正代俊明
- 操作：湯沢宗平
- 電飾：住義仁
- アクリル装飾：青木剛
- メイク：田中智子
- 技術協力：fmt
- 美術協力：アックス
- 編集：藤田雅司
- MA：奴賀貴幸
- TK：滝本優子、五味真琴
- 音効：村松聡
- CG：フットアットオール
- 監修：広島大学 田原栄俊教授、石川寛俊（石川寛俊法律事務所）
- リサーチ：平井裕子、山元春奈
- 海外コーディネーター：テレサーチ、Zazoo、日本ハンガリーメディアアート
- 宣伝：前田彩花、長谷川由紀（共に関西テレビ）
- AP：和田敬子、神田聡美
- 協力：太田プロダクション
- AD：松木拓海、坂本晴菜、東浦克幸、吉田拓
- ディレクター：吉田康生、今村光宏、本広丈二、坂上祐生、落岩将平、長谷川雄平、三澤香恋
- 総合演出：水野達也
- 編成プロデューサー：細川陽子（関西テレビ）
- プロデューサー：白坂潤一（関西テレビ）、北山孝、飯沼美佐子
- 制作協力：ジーヤマ
- 制作著作：カンテレ（関西テレビ放送）

## ネット局
| 放送対象地域   | 放送局                    | 系列                                         | 放送時間                     | ネット状況 |
| -------------- | ------------------------- | -------------------------------------------- | ---------------------------- | ---------- |
| 近畿広域圏     | 関西テレビ（KTV）         | フジテレビ系列                               | 火曜 22:00 - 22:54           | 制作局     |
| 北海道         | 北海道文化放送（uhb）     | フジテレビ系列                               | 火曜 22:00 - 22:54           | 同時ネット |
| 岩手県         | 岩手めんこいテレビ（mit） | フジテレビ系列                               | 火曜 22:00 - 22:54           | 同時ネット |
| 宮城県         | 仙台放送（OX）            | フジテレビ系列                               | 火曜 22:00 - 22:54           | 同時ネット |
| 秋田県         | 秋田テレビ（AKT）         | フジテレビ系列                               | 火曜 22:00 - 22:54           | 同時ネット |
| 山形県         | さくらんぼテレビ（SAY）   | フジテレビ系列                               | 火曜 22:00 - 22:54           | 同時ネット |
| 福島県         | 福島テレビ（FTV）         | フジテレビ系列                               | 火曜 22:00 - 22:54           | 同時ネット |
| 関東広域圏     | フジテレビ（CX）          | フジテレビ系列                               | 火曜 22:00 - 22:54           | 同時ネット |
| 長野県         | 長野放送（NBS）           | フジテレビ系列                               | 火曜 22:00 - 22:54           | 同時ネット |
| 新潟県         | 新潟総合テレビ（NST）     | フジテレビ系列                               | 火曜 22:00 - 22:54           | 同時ネット |
| 静岡県         | テレビ静岡（SUT）         | フジテレビ系列                               | 火曜 22:00 - 22:54           | 同時ネット |
| 富山県         | 富山テレビ（BBT）         | フジテレビ系列                               | 火曜 22:00 - 22:54           | 同時ネット |
| 石川県         | 石川テレビ（ITC）         | フジテレビ系列                               | 火曜 22:00 - 22:54           | 同時ネット |
| 福井県         | 福井テレビ（FTB）         | フジテレビ系列                               | 火曜 22:00 - 22:54           | 同時ネット |
| 中京広域圏     | 東海テレビ（THK）         | フジテレビ系列                               | 火曜 22:00 - 22:54           | 同時ネット |
| 島根県・鳥取県 | 山陰中央テレビ（TSK）     | フジテレビ系列                               | 火曜 22:00 - 22:54           | 同時ネット |
| 岡山県・香川県 | 岡山放送（OHK）           | フジテレビ系列                               | 火曜 22:00 - 22:54           | 同時ネット |
| 広島県         | テレビ新広島（tss）       | フジテレビ系列                               | 火曜 22:00 - 22:54           | 同時ネット |
| 愛媛県         | テレビ愛媛（EBC）         | フジテレビ系列                               | 火曜 22:00 - 22:54           | 同時ネット |
| 高知県         | 高知さんさんテレビ（KSS） | フジテレビ系列                               | 火曜 22:00 - 22:54           | 同時ネット |
| 福岡県         | テレビ西日本（TNC）       | フジテレビ系列                               | 火曜 22:00 - 22:54           | 同時ネット |
| 佐賀県         | サガテレビ（STS）         | フジテレビ系列                               | 火曜 22:00 - 22:54           | 同時ネット |
| 長崎県         | テレビ長崎（KTN）         | フジテレビ系列                               | 火曜 22:00 - 22:54           | 同時ネット |
| 熊本県         | テレビくまもと（TKU）     | フジテレビ系列                               | 火曜 22:00 - 22:54           | 同時ネット |
| 大分県         | テレビ大分（TOS）         | 日本テレビ系列 フジテレビ系列                | 火曜 22:00 - 22:54           | 同時ネット |
| 鹿児島県       | 鹿児島テレビ（KTS）       | フジテレビ系列                               | 火曜 22:00 - 22:54           | 同時ネット |
| 沖縄県         | 沖縄テレビ（OTV）         | フジテレビ系列                               | 火曜 22:00 - 22:54           | 同時ネット |
| 宮崎県         | テレビ宮崎（UMK）         | フジテレビ系列 日本テレビ系列 テレビ朝日系列 | 木曜 0:54 - 1:51（水曜深夜） | 遅れネット |